# Station Berlin-Marzahn
Marzahn is een station van de S-Bahn van Berlijn in het gelijknamige Berlijnse stadsdeel Marzahn. Het station ligt parallel aan de Märkische Allee, in het westen van het stadsdeel en nabij winkelcentrum Eastgate. Station Marzahn werd geopend op 1 mei 1898 aan de Wriezener Bahn en was oorspronkelijk een eenvoudig dorpsstation; tegenwoordig wordt het bediend door S-Bahnlijn S7. Een tweetal tramlijnen verzorgt de verbinding met de omliggende woonwijken.
De Wriezener Bahn werd gebouwd als regionale spoorlijn van Berlijn via Werneuchen naar Wriezen en kreeg in vrijwel alle dorpen die hij passeerde een station. In Marzahn verrees naast het perron voor de reizigerstreinen ook een goederenstation. Nadat het dorp in 1920 bij Groot-Berlijn was gevoegd, ontstonden de eerste plannen de spoorlijn naar Marzahn te elektrificeren en in het S-Bahnnet op te nemen. In 1938 ging weliswaar het goedkopere S-Bahntarief gelden op de Wriezener Bahn (tot aan Werneuchen), maar elektrificatie zou voorlopig nog uitblijven; stoom- en dieseltreinen zouden nog enkele decennia het beeld bepalen in station Marzahn.
De ontwikkeling van een grootschalige nieuwbouwwijk in Marzahn, die uiteindelijk ruim 100.000 inwoners zou tellen, maakte de aanleg van een S-Bahnlijn langs de Wriezener Bahn alsnog noodzakelijk. Op 30 december 1976 stopten de eerste elektrische S-Bahntreinen in station Marzahn, waar men in noordelijke richting kon overstappen op tot Marzahn ingekorte regionale dieseltreinen. In 1980 werd de S-Bahnlijn verder verlengd en verdwenen de regionale treinen uit station Marzahn. Het stationsgebouw uit 1898 en het perron waar de regionale treinen stopten werden afgebroken. In 1993 herstelde men de regionale dienst tussen Ahrensfelde (sinds 1982 het eindpunt van de Marzahnse S-Bahnlijn) en Berlin-Lichtenberg, zij het zonder stop in station Marzahn.
Het eilandperron van het station beschikt over twee uitgangen, een via een viaduct over de sporen naar de Märkische Allee en de Wiesenburger Weg, een naar het in 2005 geopende winkelcentrum Eastgate.